# Tabanus parabuddha
Tabanus parabuddha är en tvåvingeart som beskrevs av Xu 1983. Tabanus parabuddha ingår i släktet Tabanus och familjen bromsar. Inga underarter finns listade i Catalogue of Life.